# Сокільники (Кропивницький район)
Сокі́льники — село в Україні, у Знам'янській міській громаді Кропивницького району Кіровоградської області. Населення становить 43 особи.

## Історія

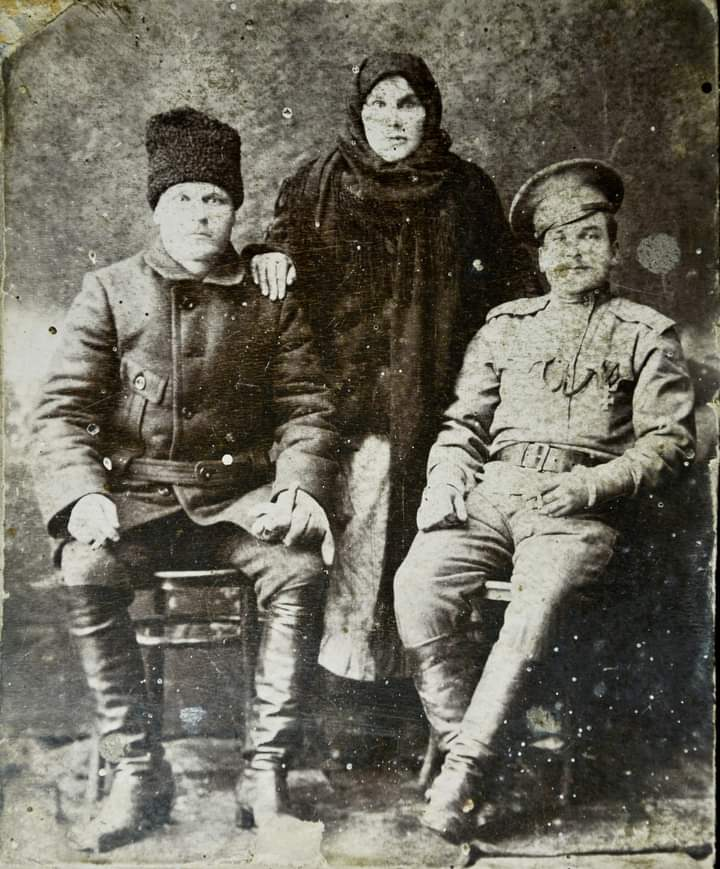
фото зі старої покинутої хати, 1906

Під час німецької окупації області цивільна з Новоолександрівки Лукія Юхимівна Стаченко (1879-1973) готувала хліб для партизанів Чорного лісу загону Скирди. Чоловік на прізвище Красножон, староста Новоолександрівки (народився у Станишині) забирав у Лукії хліб і передавав партизанам, за що був зданий колаборантами та розстріляний у поперечній балці у степу.
До 1970х років село називалось Станишина.

## Географія
Біля села бере початок річка Бешка .

## Населення
Згідно з переписом УРСР 1989 року чисельність наявного населення села становила 148 осіб, з яких 51 чоловік та 97 жінок.
За переписом населення України 2001 року в селі мешкали 43 особи. 100 % населення вказало своєю рідною мовою українську мову.

## Галерея

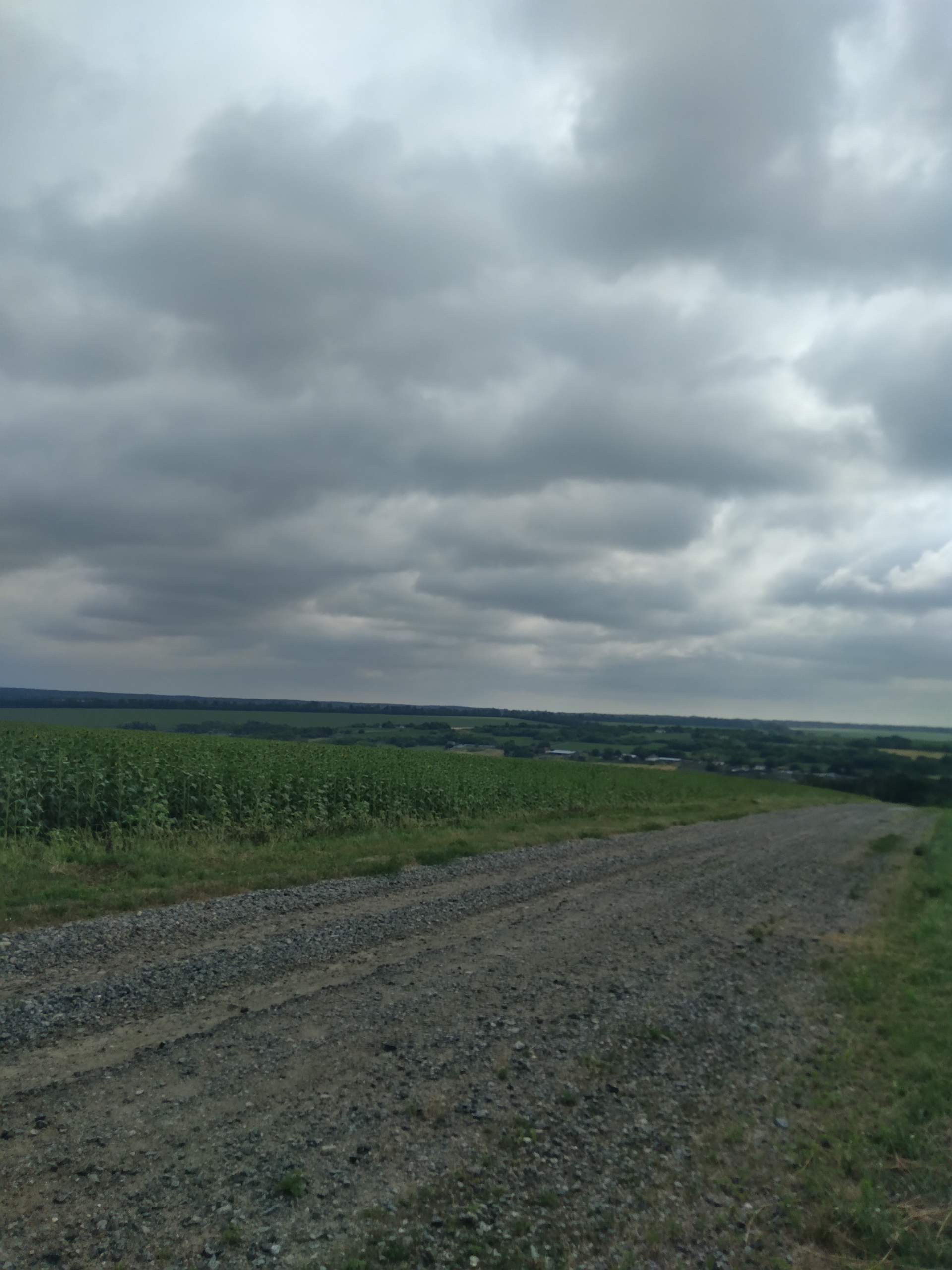
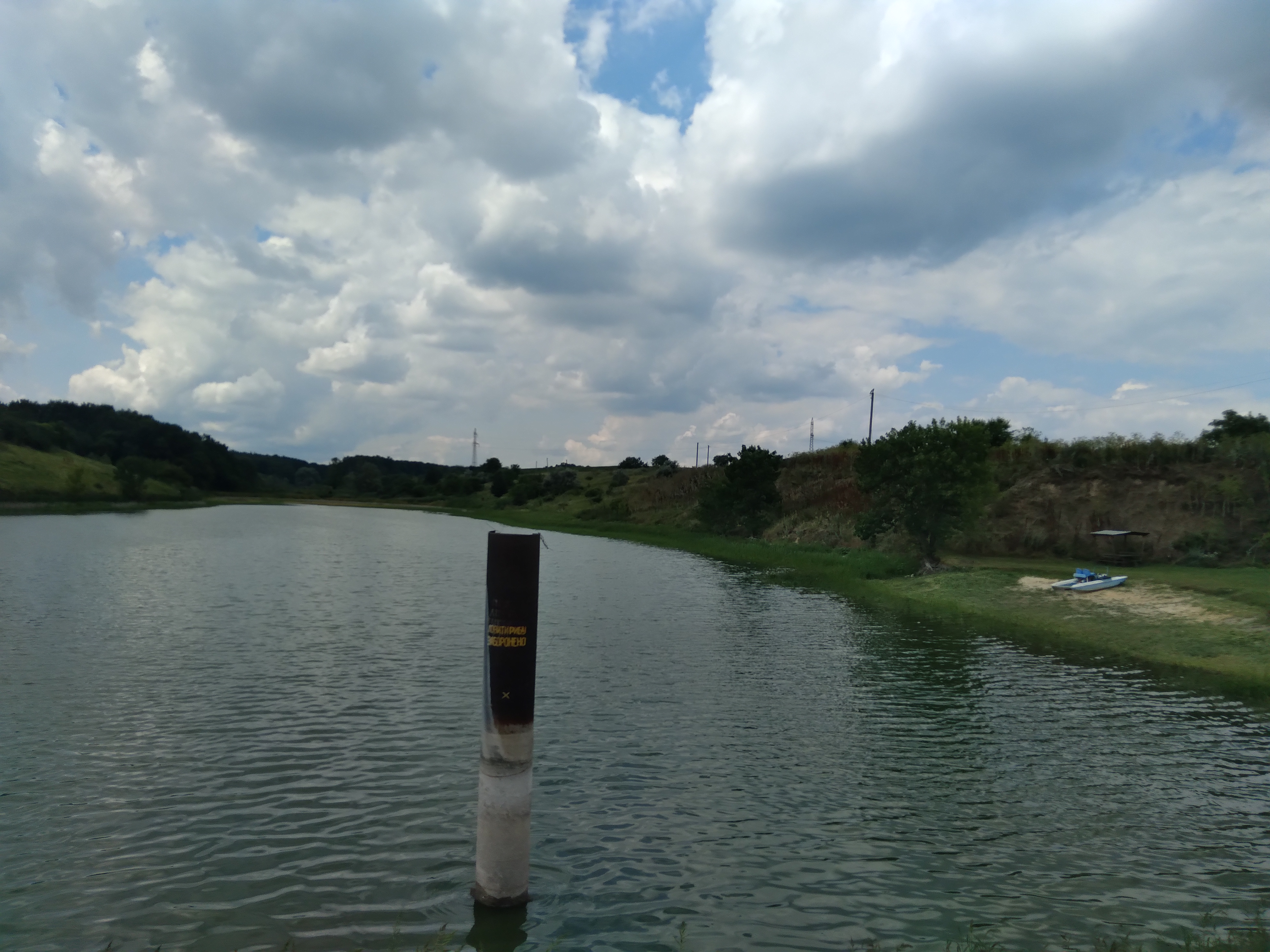
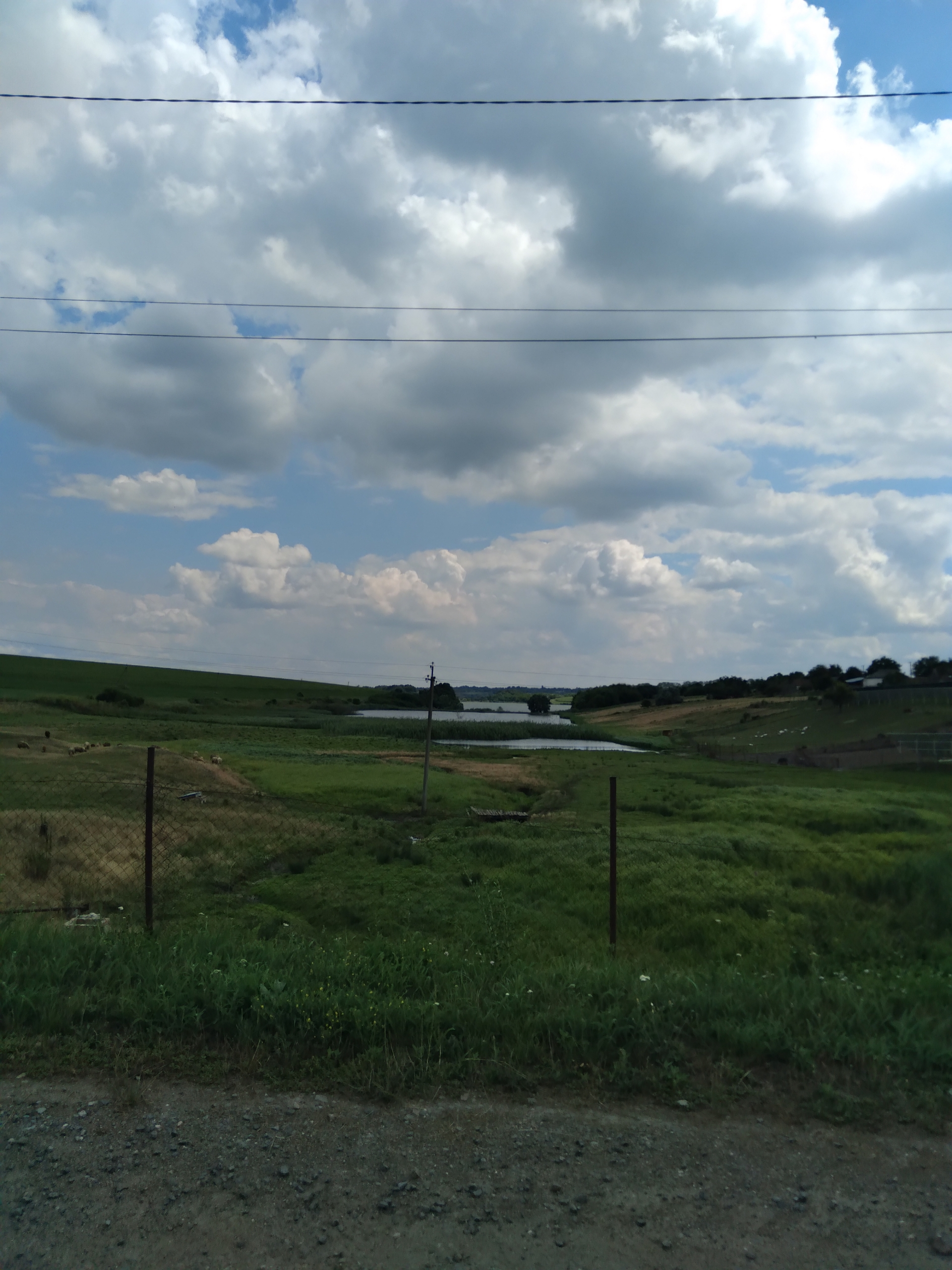
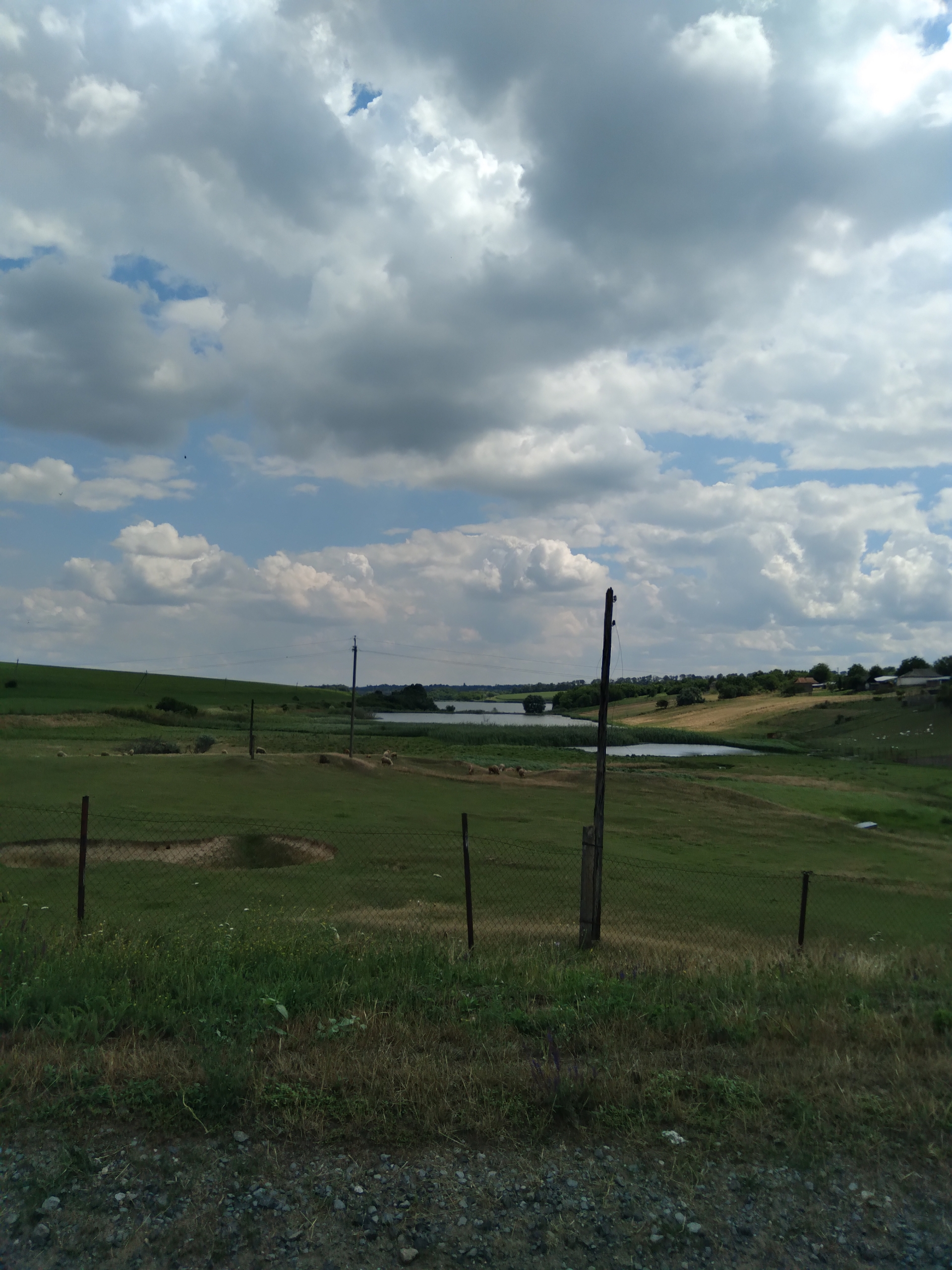
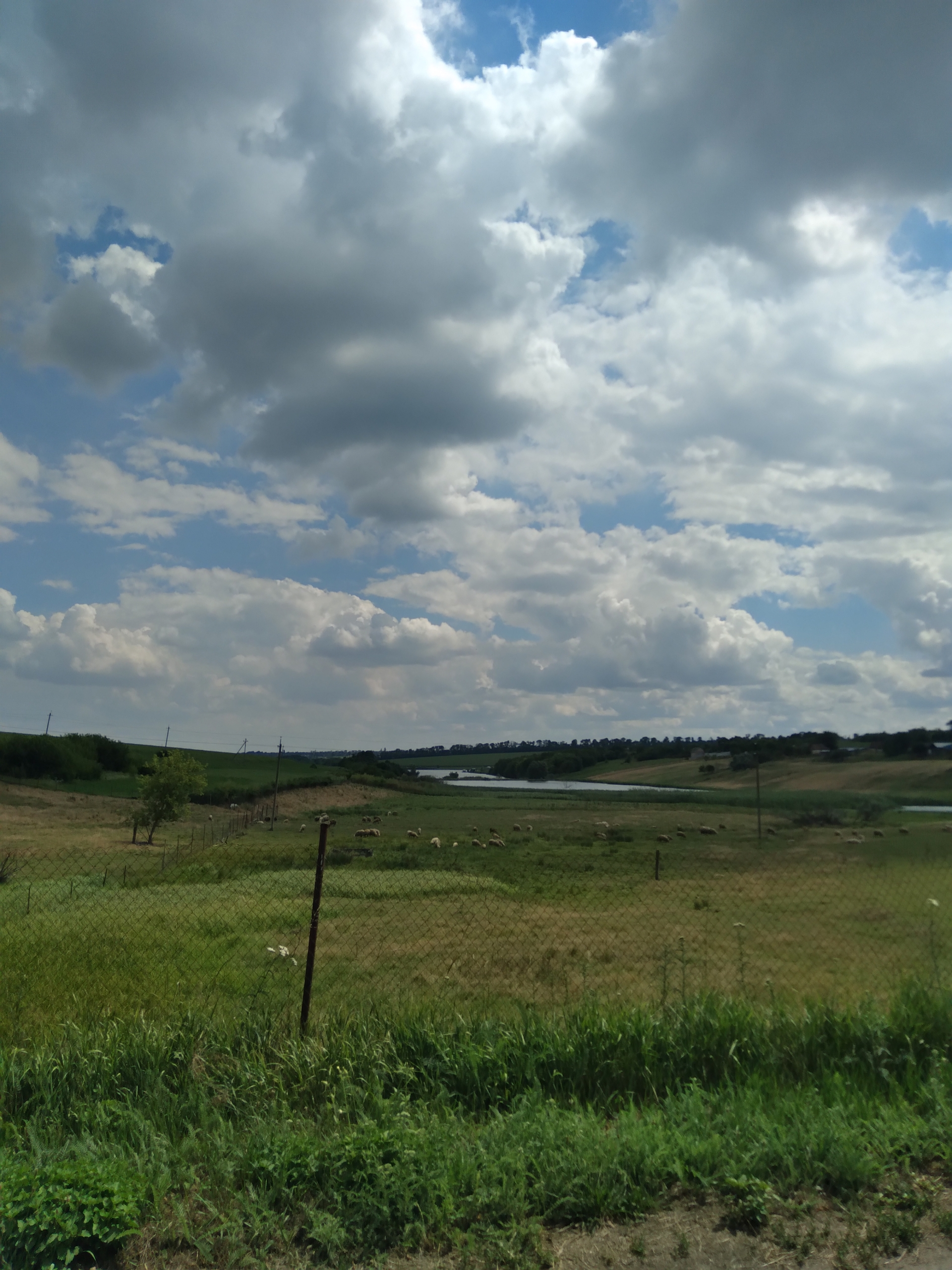
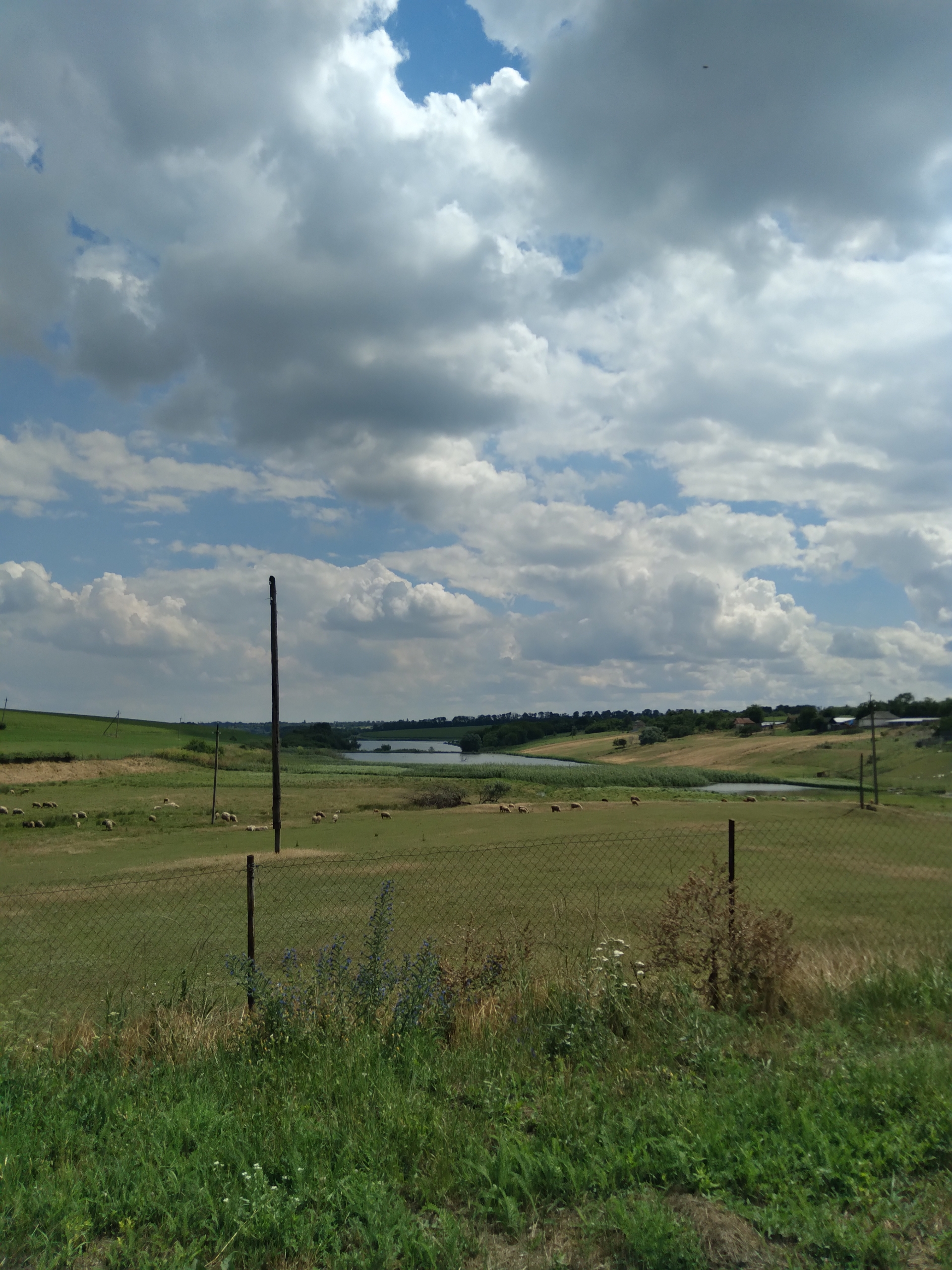
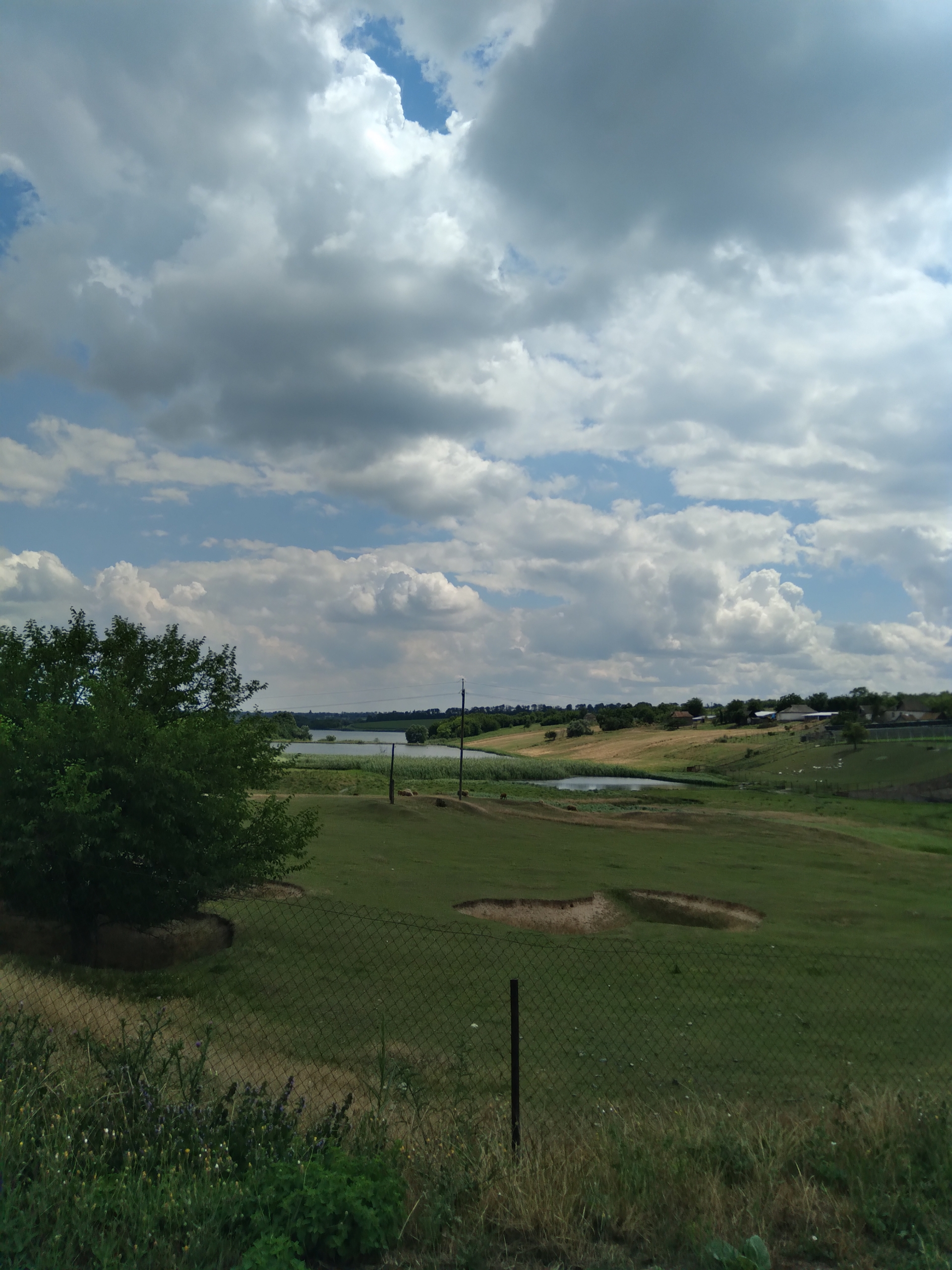